# 平杜希
平杜希（羅馬化：Pindushi）是俄罗斯卡累利阿共和国的市级镇，属梅德韦日耶戈尔斯克区，位于奥涅加湖畔，在区行政中心梅德韦日耶戈尔斯克东、共和国首府彼得罗扎沃茨克北偏东方。
该地2021年人口有4,193人；2010年人口4,598；2002年人口5,190；1989年人口6,611。